# Beonjača
Beonjača (lat. sclera) čini veći, zadnji dio fibrozne opne očne jabučice (bulbus oculi). 
Njena spoljašnja površina je ispupčena i pokrivena fascijalnim omotačem (vagina s. fascia bulbi), a napred još i vežnjačom (tunica conjunctiva bulbi). Unutrašnja površina je izdubljena i odgovara sudovnjači (choroidea). 
Beonjača je čvrsta, nerastegljiva, bjeličasta i neprozračna opna. Ima oblik lopte presječene na prednjem kraju. U taj veliki kružni otvor uvlači se periferna ivica rožnjače. Osim ovog otvora, na beonjači se nalaze još neki manji otvori za prolaz nerava i krvnih sudova. 
U beonjači postoji venski sinus (sinus venosus sclerae) ili (canalis Schlemmi). Smješten je oko limbusa rožnjače. Ispunjen je očnom vodicom (humor aquosus). Beonjača je inervisana ograncima kratkih cilijarnih nerava (nn. ciliares breves). 
Arterije potiču od prednjih i kratkih zadnjih cilijarnih arterija (aa. ciliares anteriores, aa. ciliares posteriores breves). Vene su pritoke kovitlastih vena (vv. vorticosae). Limfnih sudova nema.

## Spoljašnje veze
Mediji vezani za članak Beonjača na Vikimedijinoj ostavi